# Катандзаро (провинция)
Катандзаро (на италиански: Provincia di Catanzaro) е провинция в Италия, в региона Калабрия.
Площта ѝ е 2391 км², а населението – около 368 000 души (2007). Провинцията включва 80 общини, административен център е град Катандзаро.

## Административно деление
Провинцията се състои от 80 общини:
- Катандзаро
- Алби
- Амарони
- Амато
- Андали
- Аргусто
- Бадолато
- Белкастро
- Борджа
- Ботричело
- Валефиорита
- Галято
- Гасперина
- Гуардавале
- Даволи
- Деколатура
- Джимиляно
- Джирифалко
- Джицерия
- Дзагаризе
- Иска суло Йонио
- Карафа ди Катандзаро
- Кардинале
- Карлополи
- Киаравале Чентрале
- Конфленти
- Кортале
- Кропани
- Куринга
- Ламеция Терме
- Маджизано
- Майда
- Мартирано
- Мартирано Ломбардо
- Марчедуза
- Марчелинара
- Милиерина
- Монтауро
- Монтепаоне
- Мота Санта Лучия
- Ночера Теринезе
- Оливади
- Палермити
- Пентоне
- Петрици
- Петрона
- Пианополи
- Платания
- Сан Вито суло Йонио
- Сан Манго д'Акуино
- Сан Пиетро Апостоло
- Сан Пиетро а Майда
- Сан Состене
- Сан Флоро
- Сант'Андреа Апостоло дело Йонио
- Санта Катерина дело Йонио
- Сатриано
- Селия
- Селия Марина
- Серастрета
- Серсале
- Сетинджано
- Симери Крики
- Соверато
- Соверия Манели
- Соверия Симери
- Сорбо Сан Базиле
- Скуилаче
- Сталети
- Таверна
- Тириоло
- Торе ди Руджеро
- Фалерна
- Феролето Антико
- Фосато Сералта
- Ченади
- Чентраке
- Черва
- Чикала
- Якурсо